# Антоневичі (Борисовський район)
Антоневичі (біл. вёска Антаневічы) — село в складі Борисовського району Мінської області, Білорусь. Село належало Метченській сільській раді, розташоване в східній частині області.